# ستون چاه
ستون چاه از بالاترین نقطهٔ چاه که ابزارها و شیرها روی آن نصب می‌شوند شروع شده و تا کف چاه ادامه می‌یابد. معمولاً در این ستون لوله‌ای که به لوله مغزی یا (TUBING) معروف است قرار می‌گیرد. این لوله جهت عبور جریان و تولید از چاه و جلوگیری از خوردگی در چاه و همچنین تزریق به درون چاه استفاده می‌شود و بخش‌های بسیاری دارد که در چاه‌های مختلف متفاوت می‌باشد.
این ستون معمولاً به دو صورت تکمیل می‌شود. در روش اول که حفره باز نام دارد بدون استفاده از کیسینگ انجام می‌شود که جریان به صورت مستقیم از سنگ مخزن به درون چاه وارد می‌شود ولی در روش دوم که به حفره بسته معروف است جدارهٔ این ستون را لوله گذاری کرده و جریان از طریق سوراخ‌هایی که در درون لوله با استفاده از روش مشبک‌کاری به وجود آمده تولید می‌کند. قابل ملاحظه‌است که ما بین کیسینگ و دیوارهٔ چاه سیمانکاری می‌شود.

## فضای دالیزی
به فضای ما بین لوله مغزی و لوله جداری چاه فضای دالیزی گویند.

## تمیز کاری ستون چاه
به دلیل وجود مواد مختلف در نفت خام با گذشت مدتی از تولید مواد قیر مانند نفت خام به ستون چاه چسبیده و باید این ستون با استفاده از عملیات اسید کاری تمیز شود.